# Percussore

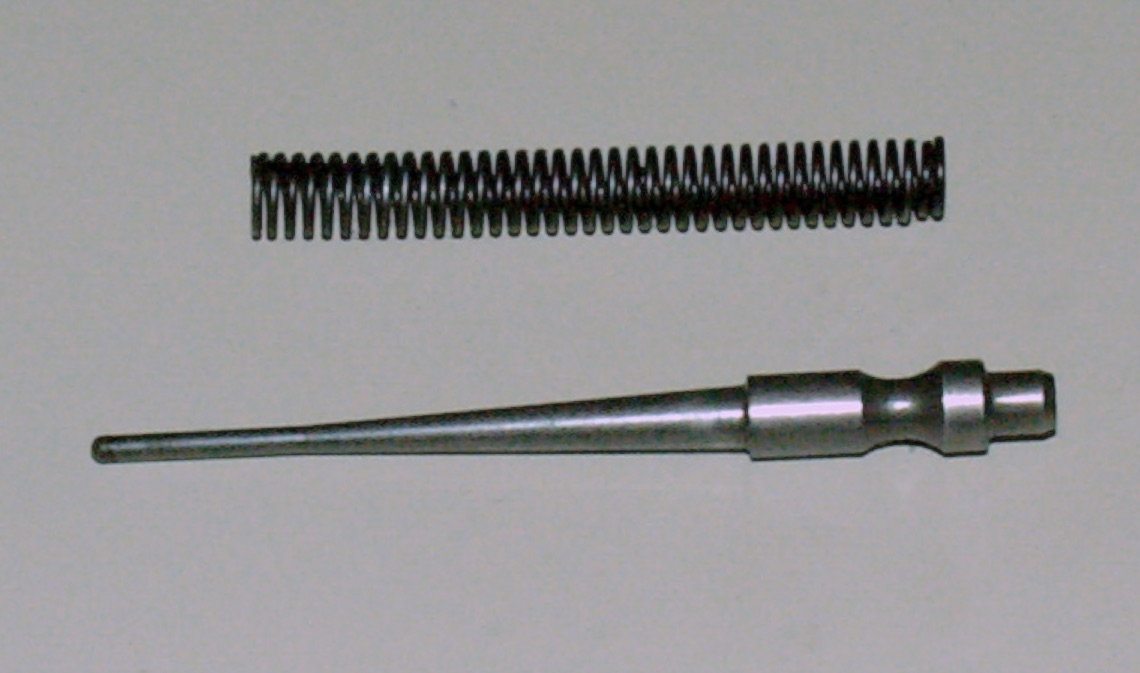
Percussore indiretto e relativa molla.

Il percussore (der. di percutĕre «percuotere») è la parte specifica del meccanismo di scatto delle armi da fuoco e delle spolette dei proiettili “esplosivi”, deputata a colpire-percuotere la capsula d'innesco per provocare lo sparo-esplosione.
Rientrano nella tipologia, vari sistemi di percussione anche molto differenti nella forma ma non nella sostanza, da quello diretto a quello indiretto e dove il “più moderno” viene chiamato «percussore lanciato».

## Storia
Nelle antiche armi a pietra focaia ad avancarica, non c'era nessun vero e proprio percussore, ma per analogia si potrebbe dire che era idealmente costituito dal pezzo di pietra focaia, tenuta ferma tra le ganasce del cane e strette per mezzo di una vite; una volta premuto il grilletto, la pietra colpiva una piastrina di metallo (martellina), producendo la scintilla d'innesco che incendiava la polvere da sparo (carica di lancio), facendo così partire il colpo (proiettile).  
Si dovrà aspettare i primi anni del 1800, prima di sentire parlare di "percussore" vero e proprio, quando fu inventato e sviluppato il sistema di accensione a cassula metallica e luminello, con il cane ad abbattimento che fungeva da "martello percussore" (in armi ancora ad avancarica). 
Il tipo di percussore più moderno (quello trattato qui), agisce direttamente sull'innesco delle cartucce per le armi a retrocarica, che sono divenute ormai lo standard da oltre un secolo (dagli anni 1860-70 circa). 

## Caratteristiche
In base alle diverse armi, il sistema di scatto e il movimento del percussore, potrebbero differire anche notevolmente, tuttavia il funzionamento fondamentale resta il medesimo; anche la forma, con punta arrotondata (zona di lavoro), è e resta pressoché uguale tra tutti i tipi, e adatta ad aumentare la pressione nel punto di contatto, dove la funzione è quella di migliorare il micro scoppio iniziale d'innesco, per facilitare l'incendio della polvere nel bossolo.
Essendo una parte molto utilizzata e sollecitata nell'utilizzo delle armi, potrebbe nel tempo perdere la sua funzionalità iniziale, per usura, o si potrebbe danneggiare, causando inceppamenti frequenti dell'arma; in quei casi va sostituito.

## Tipologie
Il percussore può differire per vari tipi di armi e di cartucce, ed essere spinto, nella sua funzione di percuotere, in modo diretto, indiretto o indipendente.

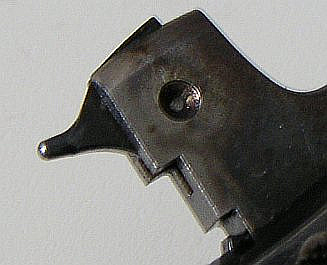
Percussore diretto, montato sul cane di un revolver.

### Percussore diretto
È quello che si trova posizionato e fissato sul cane dell'arma (in genere, nelle pistole a tamburo) e va a colpire direttamente il fondello della cartuccia (foto a fianco).

### Percussore indiretto
Questo è il percussore più utilizzato nelle armi moderne del 1900, sia autocaricanti sia rivoltelle. È interno e passivo, costituito essenzialmente da un "chiodo" con punta tonda (come in foto in alto), è tenuto lontano dalla cartuccia tramite una molla e viene colpito per essere spinto contro la cartuccia da un "martello" piatto, interno o esterno all'arma (cane); può essere usato sia in pistole a tamburo (interno alla castellatura), che in pistole autocaricanti (interno all'otturatore del carrello), e spesso è costruito con una sicura anti percussione accidentale, sviluppata in diversi modi.

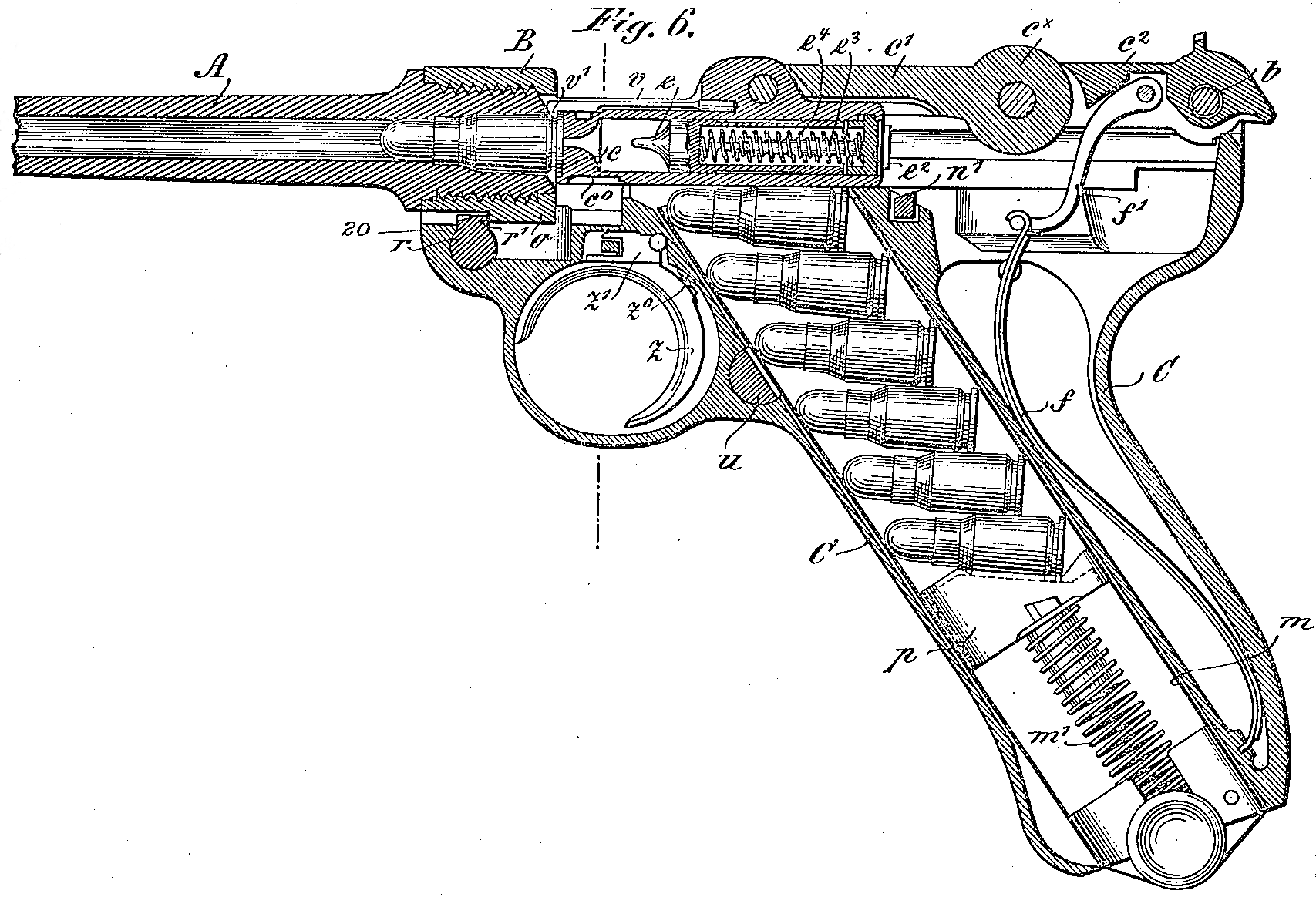
Percussore lanciato della pistola Luger Parabellum

### Percussore lanciato
È simile al secondo tipo, ma è attivo e diretto, costituito da un sistema autonomo di spinta che funziona senza cane o martelli: è di massa maggiore ed è spinto da una molla cinetica costituita ad hoc; questo tipo è usuale nelle armi senza cane (né interno, né esterno), sia autocaricanti, tipo Luger Parabellum o Glock 17, che a ricarica manuale, tipo i fucili con otturatore girevole-scorrevole. 

## Galleria d'immagini

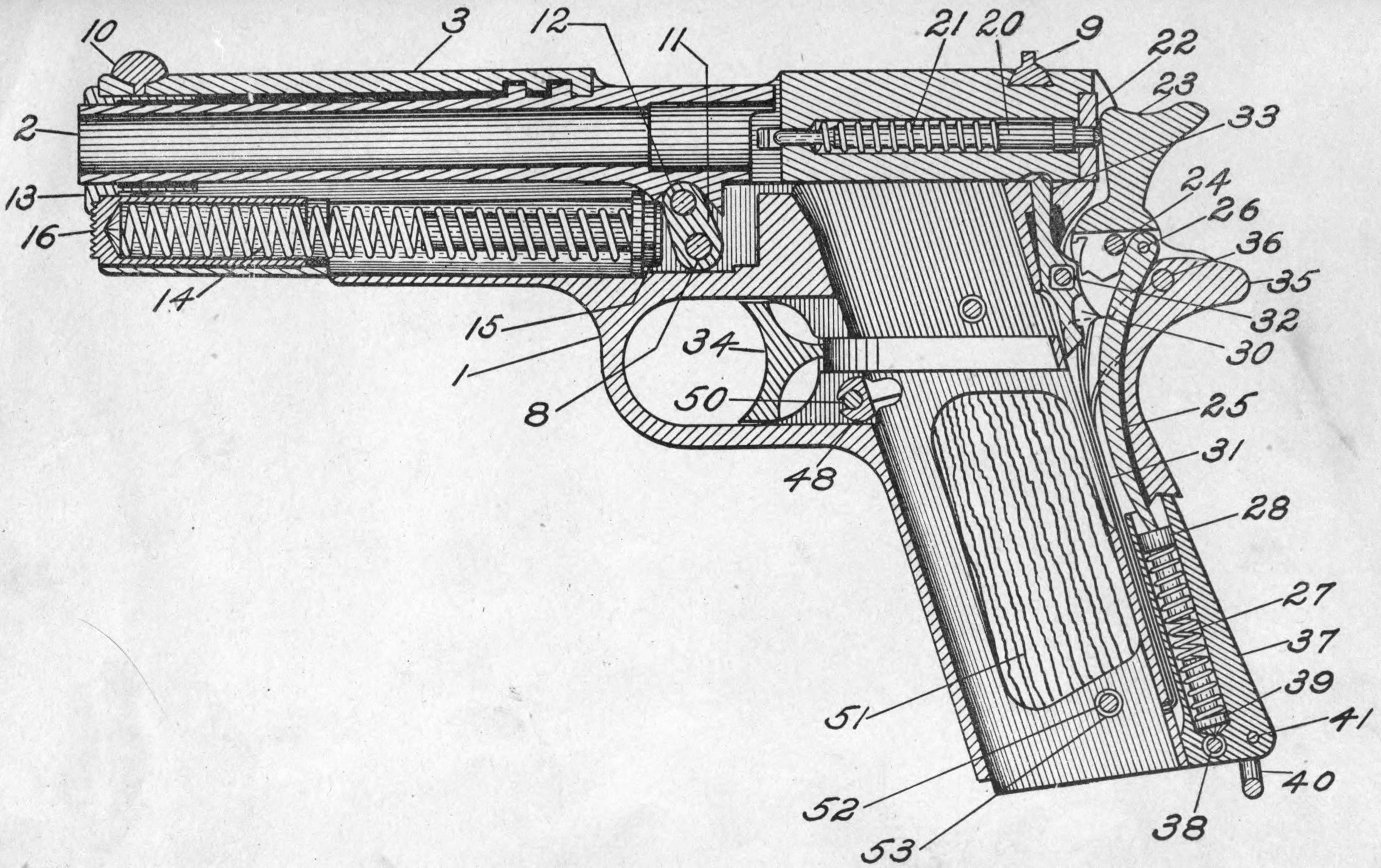
20 percussore, 21 molla di ritegno
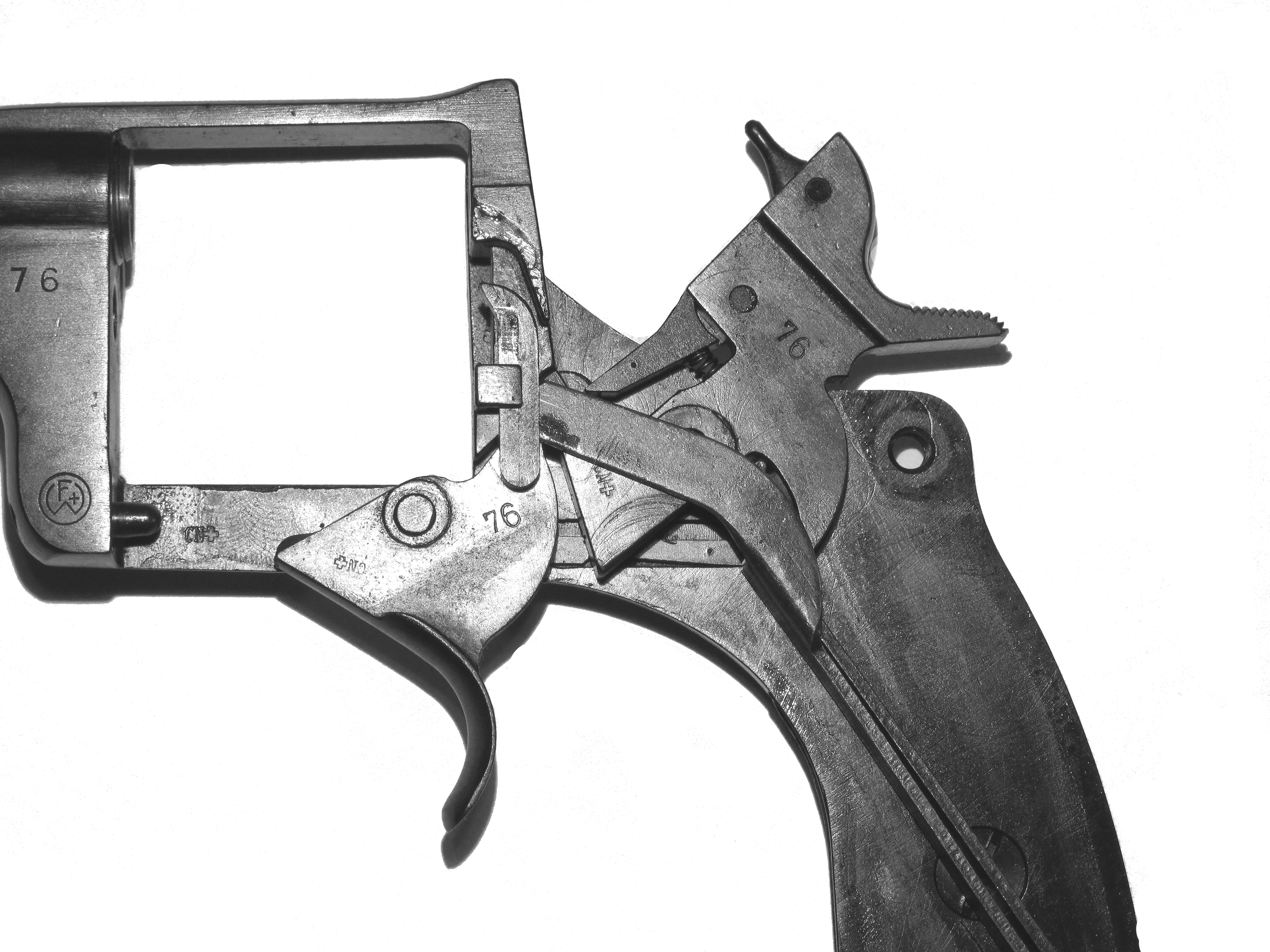
Cane con percussore
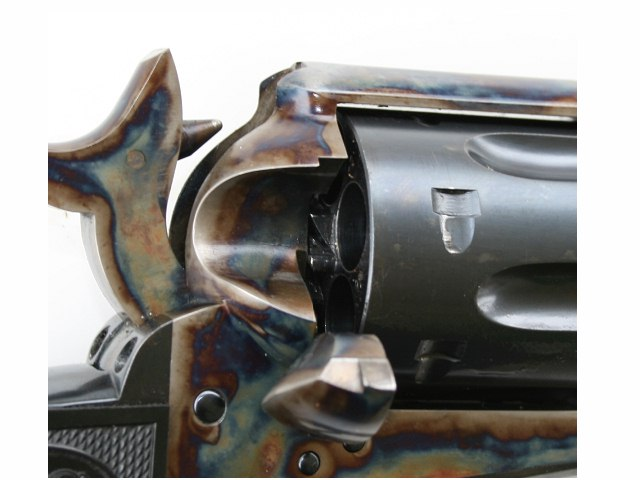
Cane con percussore
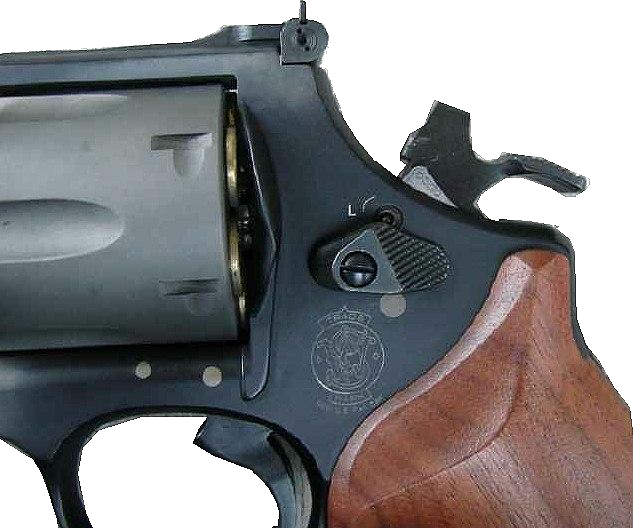
Cane a martello senza percussore
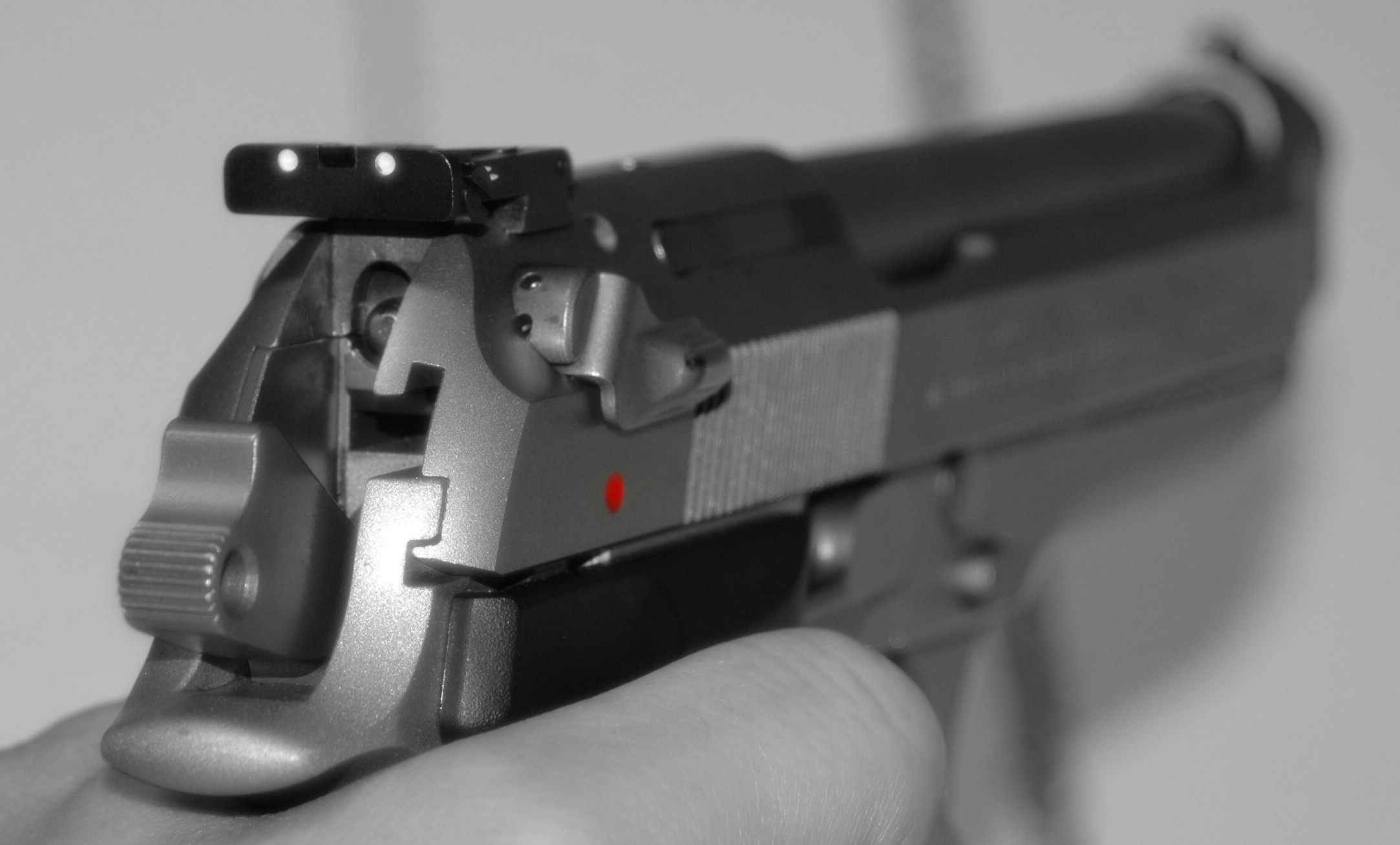
Martello con percussore semi-visibile
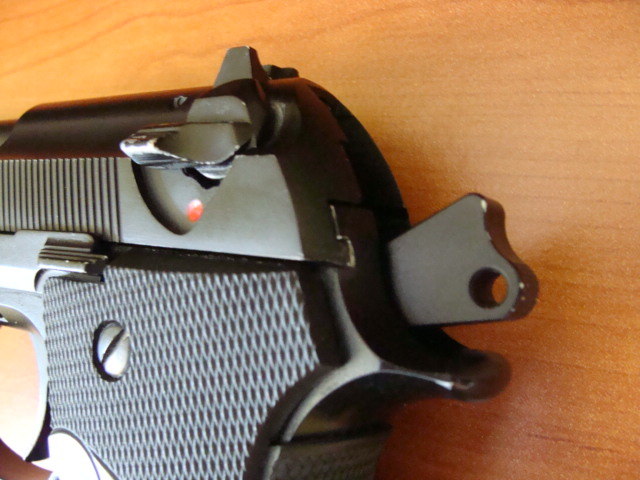
Cane a martello, percussore interno
1 pallottola, 2 bossolo, 3 polvere, 4 fondello, 5 capsula d'innesco.